# Bird Rock (San Francisco)
Bird Rock est le nom d'une formation rocheuse ainsi que d'une l'île de la baie de San Francisco, dans le comté de Marin.
On y rencontre des cormorans. Lors de l'année 1972, un couple d'Océanites cendré s'est reproduit sur l'île.